# Tinea peristilpna
Tinea peristilpna is een vlinder uit de familie van de echte motten (Tineidae). De wetenschappelijke naam van de soort werd in 1926 gepubliceerd door Alfred Jefferis Turner.